# Kathleen McCartney
Kathleen McCartney is een Amerikaans triatlete. Ze is met name bekend vanwege het winnen van de Ironman Hawaï in 1982.
In februari 1982 nam ze deel aan de Ironman Hawaï. De hele wedstrijd leidde Julie Moss met een ruime voorsprong. Na het fietsen had Moss achttien minuten voorsprong. Met nog 13 km te lopen was dit teruggelopen tot acht minuten. Vlak voor de finish kreeg Moss last van uitdrogingsverschijnselen en kon McCartney alsnog passeren. Deze beelden werden live in de wereld uitgezonden en inspireerde vele sporters tot het doen van triatlons.

## Titels
- Wereldkampioene triatlon op de Ironman-afstand - 1982 (feb)

## Belangrijke prestaties

### triatlon
- 1982:  Ironman Hawaï (feb) - 11:09.40
- 1982: 4e Ironman Hawaï (okt) - 11:10.53
- 1983: 15e Ironman Hawaï - 11:34.40
- 1985: 6e Ironman Hawaï - 10.48.41
- 1988: 14e Ironman Hawaï - 10:19.53
- 2003: 17e Half Vinceman Triatlon - 5:34.33
- 2003: ? Ironman Hawaï - 12:24.12

1978 geen vrouwen ·
1979 Lyn Lemaire (enige vrouw) ·
1980 Robin Beck ·
1981 Linda Sweeney ·
1982 (feb.) Kathleen McCartney ·
1982 (okt.) Julie Leach ·
1983 Sylviane Puntous ·
1984 Sylviane Puntous ·
1985 Joanne Ernst ·
1986 Paula Newby-Fraser ·
1987 Paula Newby-Fraser ·
1988 Erin Baker ·
1989 Paula Newby-Fraser ·
1990 Erin Baker ·
1991 Paula Newby-Fraser ·
1992 Paula Newby-Fraser ·
1993 Paula Newby-Fraser ·
1994 Paula Newby-Fraser ·
1995 Karen Smyers ·
1996 Paula Newby-Fraser ·
1997 Heather Fuhr ·
1998 Natascha Badmann ·
1999 Lori Bowden ·
2000 Natascha Badmann ·
2001 Natascha Badmann ·
2002 Natascha Badmann ·
2003 Lori Bowden ·
2004 Natascha Badmann ·
2005 Natascha Badmann ·
2006 Michellie Jones ·
2007 Chrissie Wellington ·
2008 Chrissie Wellington ·
2009 Chrissie Wellington ·
2010 Mirinda Carfrae ·
2011 Chrissie Wellington ·
2012 Leanda Cave ·
2013 Mirinda Carfrae ·
2014 Mirinda Carfrae ·
2015 Daniela Ryf ·
2016 Daniela Ryf ·
2017 Daniela Ryf ·
2018 Daniela Ryf ·
2019 Anne Haug